# Resolutie 631 Veiligheidsraad Verenigde Naties
Resolutie 631 van de Veiligheidsraad van de Verenigde Naties werd unaniem aangenomen op 8 februari 1989. De resolutie verlengde de waarnemingsmissie in Irak en Iran met een maand.

## Achtergrond
Tussen 1980 en 1988 waren Irak en Iran in een bloedige oorlog verwikkeld. Toen Iran begin 1982 de bovenhand haalde, besloot het om Irak — dat de oorlog was begonnen — binnen te vallen om er enkele heilige steden te veroveren. In Irak stootten ze echter op hevig verzet van een ingegraven vijand en het offensief mislukte. In 1983 ging Iran weer zwaar in de aanval, maar opnieuw zonder succes. Het gehavende Irak wilde terug vrede sluiten, maar Iran weigerde dat. De vastgelopen oorlog verplaatste zich onder meer naar de Perzische Golf. In 1984 viel Irak Iraanse olietankers aan, waarna Iran tankers aanviel die met Iraakse olie van Koeweit kwamen of van landen die Irak steunden. De meeste aanvallen werden door Iran uitgevoerd op Koeweitse tankers. In 1985-86 begon Irak zonder veel succes een offensief dat door Iran werd beantwoord door een tegenoffensief. Irak zette op grote schaal chemische en biologische wapens in, waarbij tienduizenden mensen omkwamen.

## Inhoud
De Veiligheidsraad:
- herinnert aan de resoluties 598 en 619;
- heeft beraad over het rapport van de secretaris-generaal over de UNIIMOG;
- beslist:
a. de partijen op te roepen onmiddellijk resolutie 598 uit te voeren;
b. het mandaat van de UNIIMOG met 32 dagen te verlengen, tot 30 september 1989;
c. de secretaris-generaal te vragen om tegen het einde van die periode te rapporteren over de situatie en de genomen maatregelen om resolutie 598 uit te voeren.

## Verwante resoluties
- Resolutie 619 Veiligheidsraad Verenigde Naties (1988)
- Resolutie 620 Veiligheidsraad Verenigde Naties (1988)
- Resolutie 642 Veiligheidsraad Verenigde Naties
- Resolutie 651 Veiligheidsraad Verenigde Naties (1990)

Lijst ·  627 ·  628 ·  629 ·  630 ·  631 ·  632 ·  633 ·  634 ·  635 ·  636 ·  637 ·  638 ·  639 ·  640 ·  641 ·  642 ·  643 ·  644 ·  645 ·  646